# 1649 en philosophie
Chronologie de la philosophie
- 1645
- 1646
- 1647
- 1648
- 1649
- 1650
- 1651
- 1652
- 1653

L’année 1649 a été marquée, en philosophie, par les événements suivants :

## Publications
- Les Passions de l'âme (parfois appelé Traité des passions de l'âme) est un traité philosophique écrit par René Descartes et publié à Paris en 1649. Il s'agit du dernier livre de Descartes publié de son vivant. Celui-ci est écrit en français et dédié à la Princesse Élisabeth de Bohême.

- Johann Heinrich Alsted : Scientiarum omnium encyclopaediae, Lyon, Huguetan et Ravaud. En ligne sur Google Livres.

- Sébastien Basson : (la) Philosophiae naturalis adversus Aristotelem libri XII, in quibus abstrusa Veterum physiologia restauratur et Aristotelis errores solidis rationibus refelluntur (Philosophie naturelle contre Aristote, en douze livres, où la physiologie secrète des Anciens est restaurée et où les erreurs d'Aristote sont réfutées avec des raisons solides)
  - Philosophiae naturalis adversus Aristotelem libri XII…, Amsterdam, Louis Elzevir, 1649 — L'article tire ses citations de cette édition.
  - Antonio Lamara et Roberto Palaia (dir.), Philosophiae naturalis adversus Aristotelem libri XII…. L. S. Olschki, 2009  — D'après l'édition de Genève de 1621

- Comenius : Methodus linguarum novissima, 1649 - manuel de langues.

- Pierre Gassendi : 
  - De Vita, moribus et placitis Epicuri, seu Animadversiones in librum X Diogenis Laertii (Lyon, 1649, in-fol.; dern. édit., 1675)
  - Syntagma philosophiae Epicuri (Lyon, 1649, in-4; Amsterdam, 1684, in-4).

- Johannes Micraelius : De inaudita philosophia Joannis Baptistae Helmontii.

## Décès
- 2 mars à Corral de Almaguer : Antonio Pérez, jésuite, théologien, philosophe et écrivain espagnol, surnommé "Theologus mirabilis", né en 1599 au village de Puente la Reina-Gares.
- 19 novembre à Padoue : Caspar Schoppe dit Scioppius (né le 27 mai 1576 à Neumarkt dans le Haut-Palatinat) est un érudit et pamphlétaire catholique allemand.